# Binciola
|                         |  |
| Due stemmi dei Binciola |  |

La famiglia Binciola (nelle fonti anche Binzola o Binçola, in croato Binžulić o Benžulić) fu una delle più antiche famiglie nobili della Repubblica di Ragusa, estintasi nel XVII secolo.

## Storia
Le origini della famiglia rimangono per lo più oscure: tradizionalmente la si riteneva fra quelle originarie di Epidauro che fondarono Ragusa, in fuga di fronte all'invasione di Avari e Slavi. La prima citazione in una fonte scritta di un Binzola risale al 1191, mentre il primo appartenente con certezza alla famiglia è un Binçola Fusci Binçole, nel 1286.
Il cognome potrebbe derivare da Benedictus o Bontius, diminutivo Bonzolus.
La famiglia Binciola (nota anche come Bodaça-Binciola) fu fino al XIV secolo una delle più influenti di Ragusa, suddivisa in vari rami e unita alle altre famiglie nobili ragusee da una serie di matrimoni che a loro volta diedero luogo ad ulteriori rami della casata: risultano in quel periodo fra le otto famiglie maggiormente presenti in Maggior Consiglio, anche se non fra le più ricche della Repubblica.
Nei secoli successivi, i Binciola diminuirono di numero e persero gran parte della propria importanza.
La famiglia si estinse in 1684 con la morte di Nicola Marino Binciola.
Fra il 1440 e il 1640 i Binciola contarono 9 membri del Maggior Consiglio: lo 0,41%% del totale. In questi duecento anni, ottennero anche 24 cariche senatoriali (0,73%), 5 volte la qualifica di Rettore della Repubblica (0,21%), 10 membri del Minor Consiglio (1,15%) e 1 Guardiano della Giustizia (0,12%).

## Personalità notabili (in ordine cronologico)
- Anselmo Binciola (XV secolo) - Teologo, fu confessore e consigliere di due re di Bosnia[3].